# 葛雌素
葛雌素（英語：Miroestrol）是一种植物雌激素，是一种植物模拟雌激素生物活性行为的化学物质。葛雌素于1960年在野葛根（Pueraria mirifica）中分离得到，并认为其是让野葛根重新焕发活力的物质。最近研究表明重新焕发活力的有效成分可能是其衍生物—脱氧葛雌素（deoxymiroestrol），而先前报导的葛雌素可能仅仅存在于分离过程中，因为脱氧葛雌素遇见空气会氧化成葛雌素。

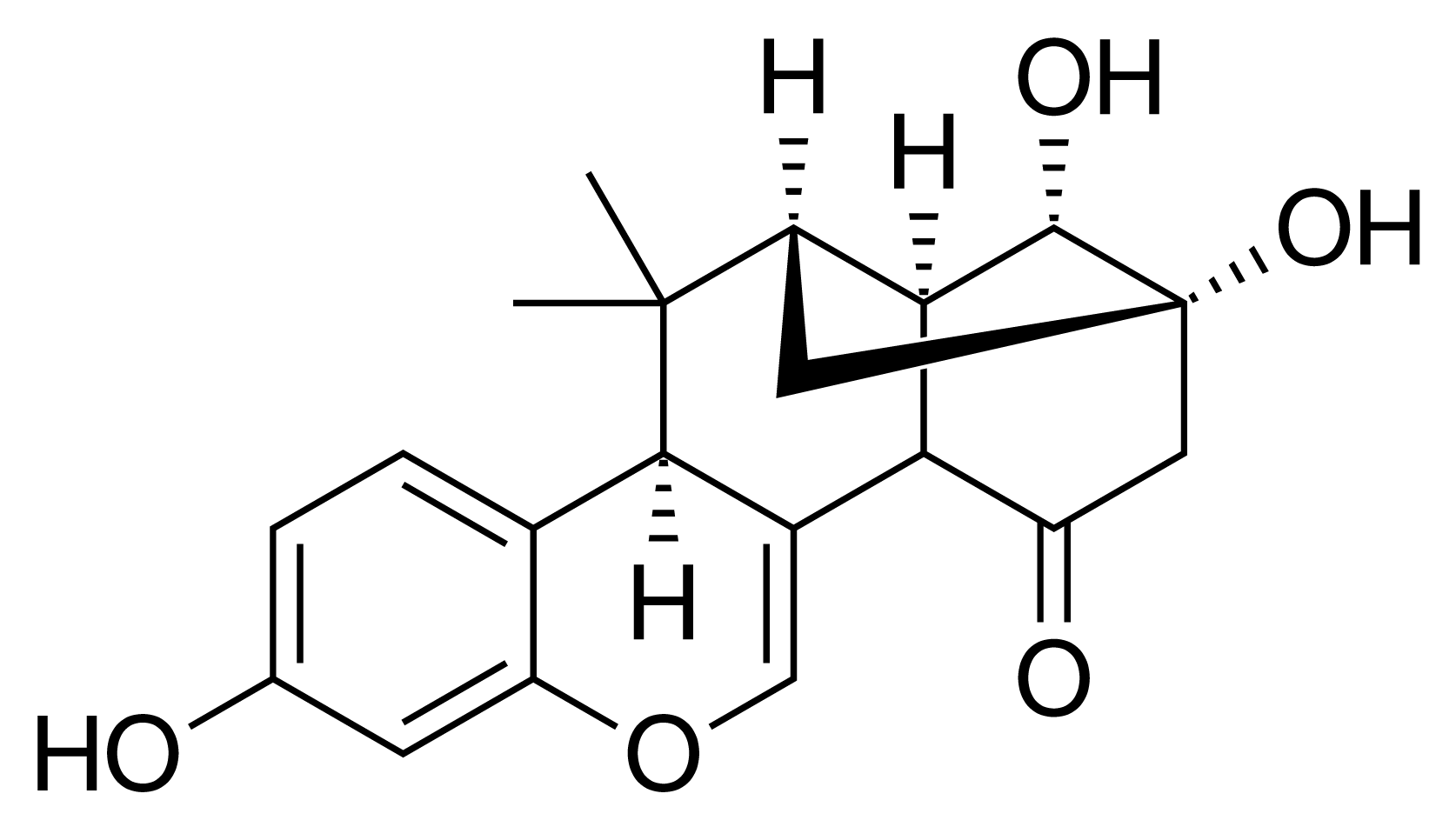
脱氧葛雌素

一项关于植物雌激素的雌激素特性的对比研究发现，脱氧葛雌素和葛雌素的体外活性和诸如香豆雌酚等植物雌激素相当，且均为17β-雌二醇激动剂。因为其具有雌激素活性，葛雌素、脱氧葛雌素以及相关化合物已经成为有机全合成的目标。
含有葛雌素的野葛根提取物被制成膳食补充剂售卖，商家并宣称其具有丰胸的功效。然而由于缺乏确凿证据，美国联邦贸易委员会已对这些未经证实的宣传对营销人员采取法律行动。